# Associação Atlética Ponte Preta
El Ponte Preta és un club de futbol brasiler de la ciutat de Campinas a l'estat de São Paulo, fundat l'11 d'agost del 1900 per un grup d'estudiants. Els seu colors són el negre i el blanc i és el club més antic d'Amèrica del Sud en adoptar aquesta combinació de colors per un club de futbol.
Actualment és el club en activitat més antic de l'estat de São Paulo i el segon club més antic del país.

## Història
El Ponte Preta va ser fundat l'11 d'agost de l'any 1900 pels alumnes del Colégio Culto à Ciência Miguel do Carmo, Luiz Garibaldi Burghi i Antonio de Oliveira. El primer president fou Pedro Vieira da Silva. La seva millor temporada fou el 1977, quan fou finalista del campionat paulista, perdent la final contra el Corinthians per 2 a 1. El seu gran rival local és el Guarani Futebol Clube.
Ponte Preta va tenir un dels clubs de basquetbol femení més poderosos del bàsquet brasiler durant els anys noranta, que arribà a guanyar el campionat del món de clubs.

## Estadi
L'estadi del Ponte Preta és el Moisés Lucarelli, construït el 1948 i amb una capacitat de 19.722 espectadors. Rep el sobrenom de Majestoso. Quan es va estrenar era el tercer estadi més gran del país.

## Jugadors destacats
- Dicá
- Carlos Roberto Gallo
- José Oscar Bernardi
- José Fernando Polozzi
- Juninho Fonseca
- Valdir Peres
- Washington Stecanela Cerqueira
- Luís Fabiano Clemente

## Palmarès
- 3 Campionat paulista de segona divisió: 1927, 1933, 1969
- 1 Lliga campineira de futbol: 1912